# Wiartsila (stacja kolejowa)
Wiartsila (ros. Вяртсиля, krl. i fiń. Värtsilä) – stacja kolejowa w miejscowości Wiartsila, w rejonie sortawalskim, w Karelii, w Rosji. Położona jest na linii z Matkasielki do fińskiego Joensuu. Jest to jedna z czterech rosyjskich stacji granicznych na granicy z Finlandią.

## Historia
Stacja powstała w czasach carskich na linii z Wyborga do Joensuu. W okresie międzywojennym należała do Finlandii. Po II wojnie światowej została sowiecką stacją graniczną.
Zabytkowy XIX-wieczny dworzec zachował się do czasów współczesnych.

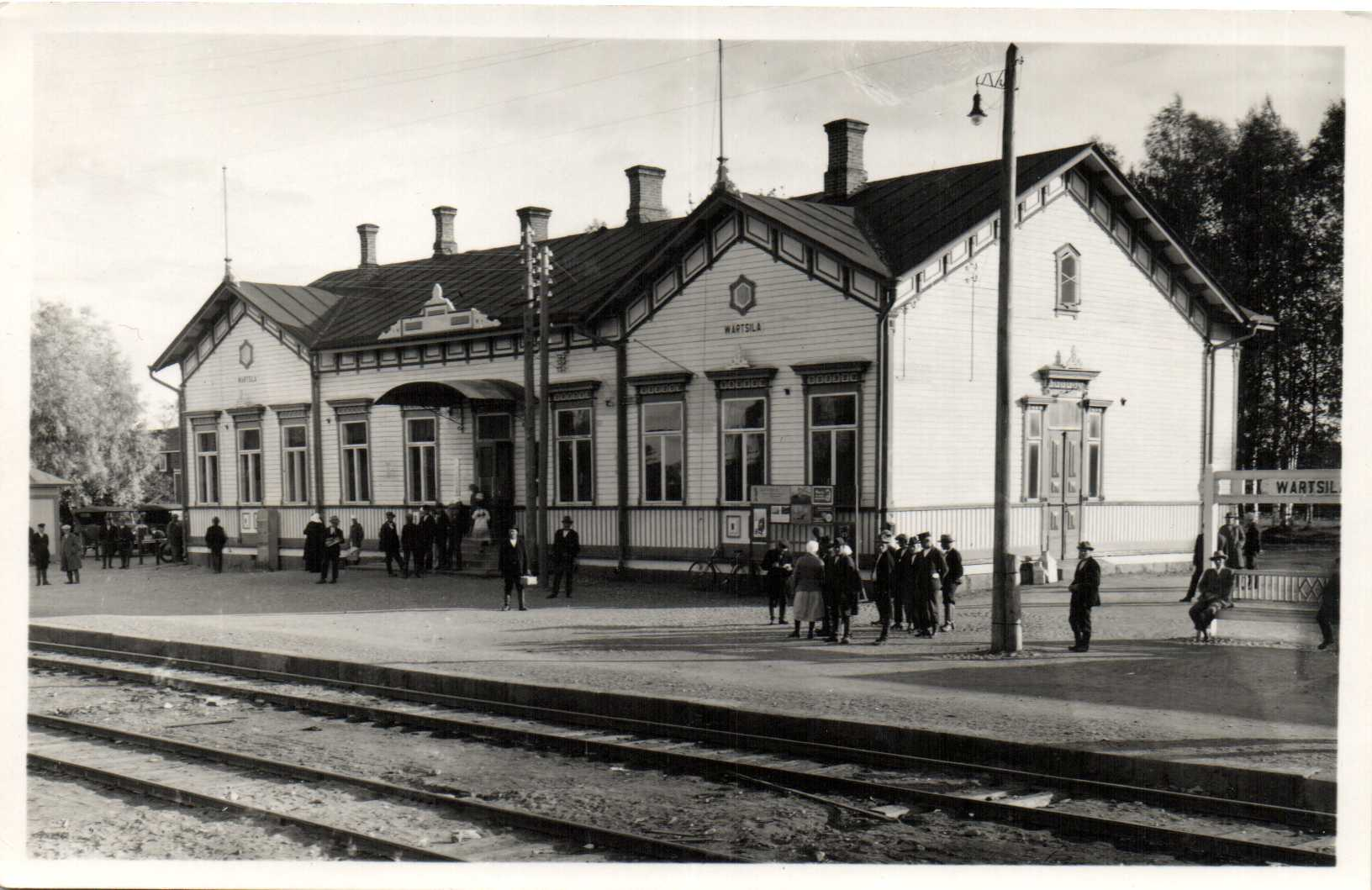
stacja w latach 20. XX w.
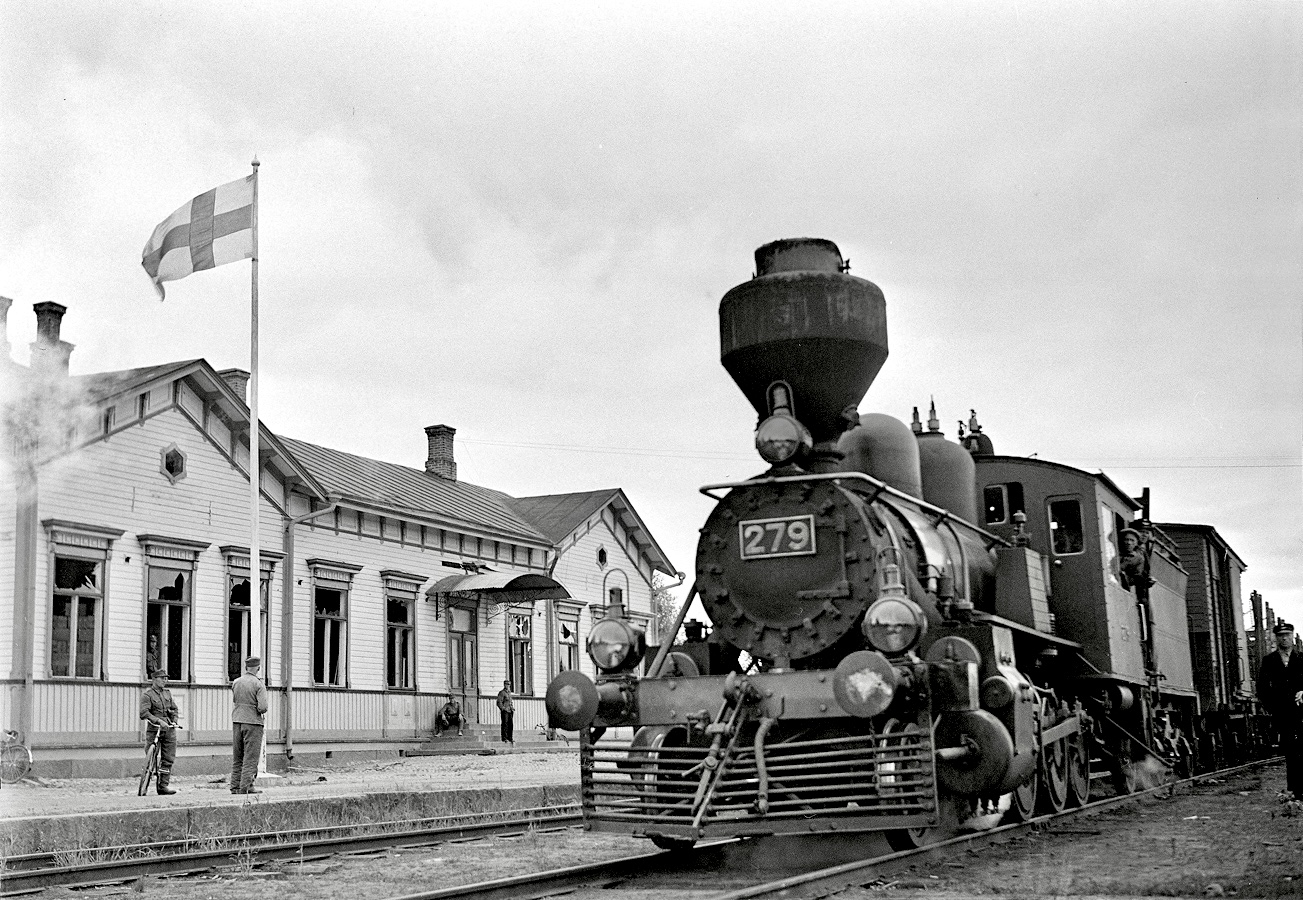
stacja w 1941